# کیم دونگ هیون (خواننده، زاده ۱۹۹۸)
کیم دونگ هیون (کره‌ای: 김동현؛ زادهٔ ۱۷ سپتامبر ۱۹۹۸) خواننده اهل کره جنوبی است.